# Go Girl Crazy!
Az 1975-ös Go Girl Crazy! a The Dictators debütáló nagylemeze. Szerepel az 1001 lemez, amit hallanod kell, mielőtt meghalsz című könyvben.

## Az album dalai
|    | Cím                         | Szerző(k)                 | Hossz |
| -- | --------------------------- | ------------------------- | ----- |
| 1. | The Next Big Thing          | Andy Shernoff             | 4:20  |
| 2. | I Got You Babe              | Sonny Bono                | 4:08  |
| 3. | Back to Africa              | Andy Shernoff             | 3:35  |
| 4. | Master Race Rock            | Andy Shernoff             | 4:13  |
| 5. | Teengenerate                | Andy Shernoff             | 3:24  |
| 6. | California Sun              | Henry Glover, Morris Levy | 3:04  |
| 7. | Two Tub Man                 | Andy Shernoff             | 4:08  |
| 8. | Weekend                     | Andy Shernoff             | 4:00  |
| 9. | (I Live For) Cars and Girls | Andy Shernoff             | 3:56  |

## Közreműködők
- Ross "The Boss" Funicello – szólógitár, háttérvokál
- Scott Kempner – ritmusgitár
- Stu Boy King – ütőhangszer, dob
- Handsome Dick Manitoba – ének, titkos fegyver
- Andy Shernoff – ének, basszusgitár, billentyűk